# Euroviisut
Euroviisut was tussen 1994 en 2011 de Finse voorronde van het Eurovisiesongfestival. Euroviisut werd in deze periode jaarlijks georganiseerd door de YLE. De laatste editie vond plaats in 2011, de show werd opgevolgd door Uuden Musiikin Kilpailu.

## Winnaars
| Jaar | Artiest         | Titel                  |
| ---- | --------------- | ---------------------- |
| 1994 | CatCat          | Bye Bye Baby           |
| 1996 | Jasmine         | Niin kaunis on taivas  |
| 1998 | Edea            | Aava                   |
| 2000 | Nina Åström     | A Little Bit           |
| 2002 | Laura           | Addicted to You        |
| 2004 | Jari Sillanpää  | Takes 2 to Tango       |
| 2005 | Geir Rönning    | Why?                   |
| 2006 | Lordi           | Hard Rock Hallelujah   |
| 2007 | Hanna Pakarinen | Leave me alone         |
| 2008 | Teräsbetoni     | Missä miehet ratsastaa |
| 2009 | Waldo's People  | Lose control           |
| 2010 | Kuunkuiskaajat  | Työlki ellää           |
| 2011 | Paradise Oskar  | Da da dam              |

Voor de uitslagen van Finland op het Eurovisiesongfestival, zie Finland op het Eurovisiesongfestival.